# Инцидент с Boeing 747 возле Сан-Франциско
Инцидент с Boeing 747 над Тихим океаном — авиационная авария, произошедшая во вторник 19 февраля 1985 года. Авиалайнер Boeing 747SP-09 авиакомпании China Airlines выполнял регулярный рейс CI 6 (позывной — Dynasty 006) по маршруту Тайбэй—Лос-Анджелес, когда у него неожиданно отказал двигатель №4 и затем автопилот, после чего самолёт незаметно перешёл в крен, а затем в пикирование. Лайнер потерял свыше 9000 метров высоты, прежде чем командир экипажа сумел вывести его в горизонтальный полёт. В ходе падения экипаж и пассажиры испытали многократную перегрузку, а у самолёта было повреждено хвостовое оперение. Пилоты запросили экстренную посадку и лайнер благополучно приземлился в аэропорту Сан-Франциско. Все находившиеся на его борту 274 человека (251 пассажир и 23 члена экипажа) выжили, 24 из них получили ранения (2 из них — серьёзные).

## Самолёт
Boeing 747SP-09 (регистрационный номер N4522V, заводской 22805, серийный 564) был выпущен в 1982 году (первый полёт совершил 10 июня). Он принадлежал американской лизинговой авиакомпании «Wilmington Trust Company», у которой 29 июня 1982 года был взят в лизинг китайской авиакомпанией China Airlines. Его вес в данном рейсе составлял 199 580 килограммов, что при тяге на трёх двигателях соответствует крейсерской высоте 11 300 метров и скорости сваливания 287 км/ч. Оснащён четырьмя турбовентиляторными двигателями Pratt & Whitney JT9D-7A. На день инцидента налетал 10 192 часа.
Впоследствии выяснилось, что ранее двигатель №4 уже дважды отказывал:
- Первый отказ был 15 февраля на эшелоне FL410, а затем двигатель успешно перезапустили на эшелоне FL300. После этого случая его проверили визуально, высушили топливный фильтр, контролёр осмотрел лопасти компрессора и сделал в журнале запись об исправности двигателя.
- Однако 18 февраля на эшелоне FL430 двигатель №4 опять отказал, а после его вновь запустили на эшелоне FL280. Но на этот раз при техобслуживании, перед самым рейсом CI 6, выпускной клапан топливного насоса был заменён.

## Экипаж
Самолётом управляли два экипажа: основной (КВС, второй пилот и бортинженер) и дополнительный (КВС и бортинженер).
Непосредственно на момент инцидента самолётом управлял основной экипаж, состав которого был таким:
- Командир воздушного судна (КВС) — 55-летний Хэ Миньюань (англ. Min-Yuan Ho, кит. 浩民元). Очень опытный пилот, в должности командира Boeing 747 — с 7 мая 1980 года. Налетал 15 494 часа, 3748 из них на Boeing 747.
- Второй пилот — 53-летний Чан Цзюйюй (англ. Ju-Yu Chang, кит. 昌菊裕). Опытный пилот, в должности второго пилота Boeing 747 — с 31 августа 1981 года. Налетал 7734 часа, 4553 из них на Boeing 747.
- Бортинженер — 55-летний Вэй Копинь (англ. Kuo-Pin Wei, кит. 郭引伟). В должности бортинженера Boeing 747 — с 13 августа 1979 года. Налетал 15 510 часов, 4363 из них на Boeing 747.

До работы в China Airlines КВС и второй пилот проходили службу в ВВС Китайской Республики, но никто из них не летал на истребителях и они не имели опыта высшего пилотажа.
Состав дополнительного экипажа:
- Командир воздушного судна (КВС) — 53-летний Ляо Ченюань (англ. Chien-Yuan Liao, кит. 建苑哩嚣) — к началу инцидента уже отдыхал.
- Бортинженер — 41-летний Су Шинлун (англ. Shih-Lung Su, кит. 苏信龙).

В салоне самолёта работали 18 бортпроводников.

## Хронология событий

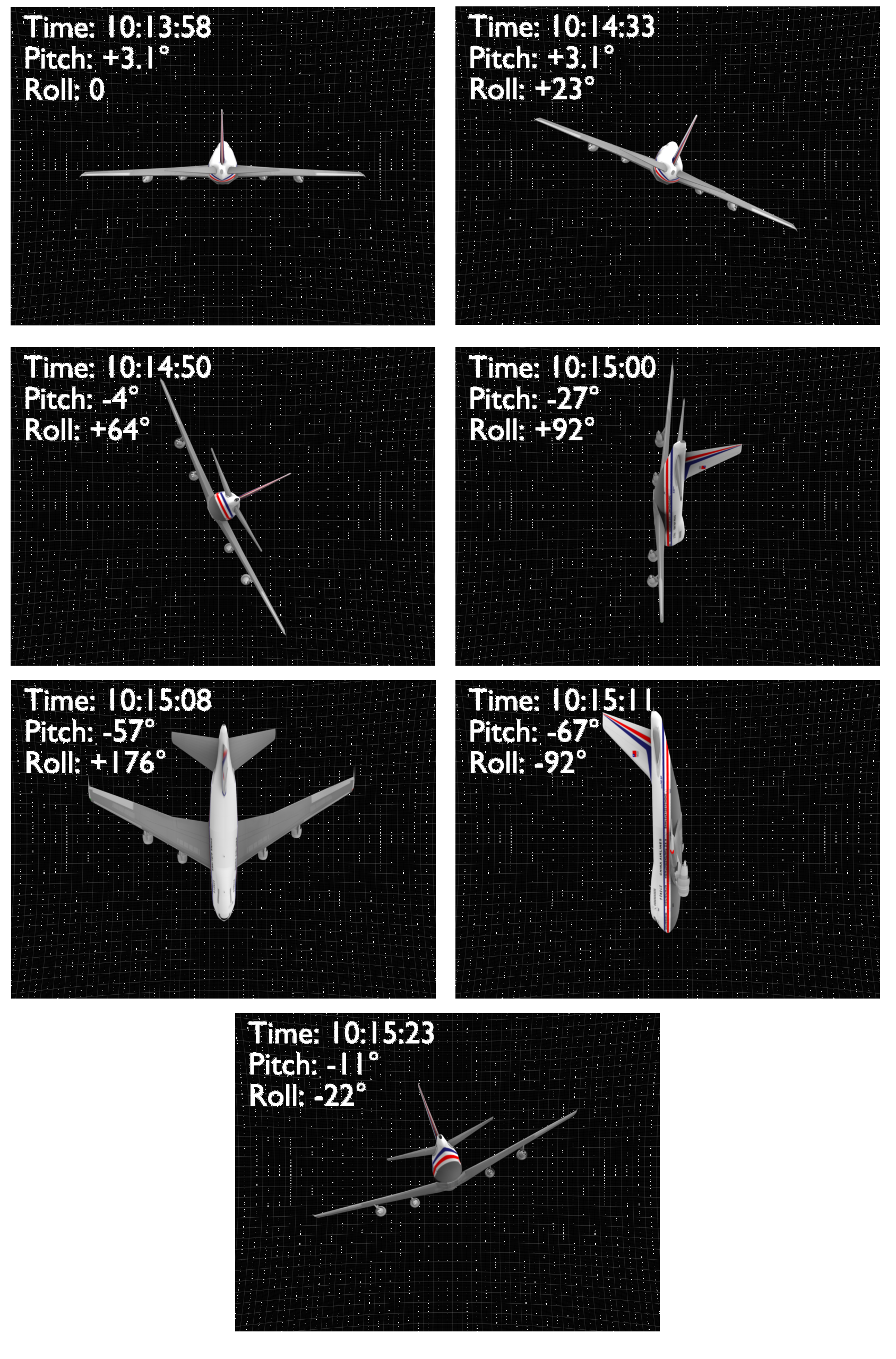
Последовательная схема положений рейса 006 до высоты 9184 метра. После её прохождения оба бортовых самописца из-за высоких перегрузок отключились

Рейс China Airlines-006 вылетел из Тайбэя в 00:22 и взял курс на Сан-Франциско, на его борту находились 23 члена экипажа и 251 пассажир. Лайнер занял магистральный эшелон FL410 (12 500 метров) над слоем облаков, верхняя граница которых располагалась на эшелоне FL370 (11 300 метров).
Экипаж включил автопилот в режиме инерциальной навигации (INS), прокладывающий курс между путевыми точками.
Около 10:00 в районе путевой точки REDOO авиалайнер попал в зону турбулентности. Командир включил в салоне табло «FASTEN SEATBELT» («ЗАСТЕГНУТЬ РЕМНИ»). В 10:10 скорость самолёта увеличилась до 488 км/ч, и автопилот резко уменьшил тягу двигателей. Как только скорость упала до 472 км/ч, автопилот увеличил тягу. Двигатели №1, 2 и 3 вышли на крейсерские обороты, однако двигатель №4 (правый внешний) на команду не отреагировал и остановился. Бортинженер доложил командиру, что в двигателе №4 произошёл срыв пламени, и указал на панели, что генератор №4 также перестал работать. При этом топливный насос продолжал работать нормально. КВС дал указание второму пилоту связаться с диспетчером и запросить снижение, в связи с падением общей тяги двигателей, а бортинженеру попытаться заново запустить неработающий двигатель, хотя максимальная высота запуска двигателей — эшелон FL300 (9150 метров), тогда как рейс 006 летел на эшелоне FL410 (12 500 метров).
Бортинженер достал руководство по полёту на трёх двигателях (раздел QRH), а также по запуску двигателей и приступил к процедуре запуска. Для этого он, в соответствии с процедурами, изданными компанией, включил тумблеры зажигания двигателей в положение «FLIGHT START» («ЗАПУСК»), а затем перевёл ключ зажигания двигателя №2 в положение запуска, тем самым активировав одну из двух систем зажигания и применив непрерывное зажигание для двигателя №4. Две из трёх систем кондиционирования были переведены в режим «HALF FLOW» («ПОЛОВИНА ПОТОКА»). В запуске двигателя ему при этом помогал и дополнительный бортинженер, которого об этом попросил второй пилот. Однако первая попытка оказалась неудачной, и скорость самолёта продолжала падать.
В 10:14:10 второй пилот связался с диспетчерским центром в Окленде (Калифорния) и запросил снижение, не сказав при этом об отказе двигателя и не став объявлять чрезвычайное положение. В ответ (по его собственному признанию) он услышал лишь: Ожидайте (англ. Stand by) и больше центр ничего не доложил. Однако при прослушивании записей переговоров пилотов с центром УВД, можно было услышать, что в 10:15:01 центр УВД в Окленде сообщил о расчищенной траектории для занятия рейсом 006 эшелона FL240 (7300 метров), однако ответного подтверждения не прозвучало. Также с 10:15:13 до 10:16:28 Окленд предпринял 6 безуспешных попыток связаться с рейсом 006.
Технической особенностью всех модификаций Boeing 747 (за исключением новейшей Boeing 747-8) является отсутствие автоматического управления в канале рыскания — автопилот не может самостоятельно отклонять руль направления. Поэтому система не могла самостоятельно парировать разворачивающий момент от остановившегося двигателя. Из-за падения скорости самолёт начал крениться вправо, на что автопилот отреагировал отклонением элеронов (единственного доступного автопилоту канала управления направлением) до максимально возможных 23° для создания левого крена.
К моменту отключения автопилота правый крен составлял уже более 60°. Лайнер в это время уже влетел в облака, поэтому пилоты не могли по внешним ориентирам определить своё положение в пространстве. В связи с этим, командир сосредоточил свой взгляд на авиагоризонте и увидел, что линия искусственного горизонта стала принимать вертикальное положение и быстро зашла за левый край экрана. Никаких сигналов о сбое или ошибке на своём авиагоризонте командир не увидел и сравнил его показания с авиагоризонтом со стороны второго пилота и с резервным, но и на них наблюдалась такая же картина.
Бортинженер доложил командиру о том, что остальные три двигателя перестали работать, и самолёт начал быстро терять высоту. Командир потянул штурвал на себя и заметил, что скорость упала приблизительно до 148-185 км/ч. Но стоило опустить нос, как скорость вновь превысила максимальную. При этом, согласно словам пилотов, в кабине не звучало никаких сигналов о превышении максимальной скорости. Пилоты совместными усилиями начали тянуть штурвал на себя, чтобы замедлить скорость и поддерживать её на допустимом уровне.
В 10:15:13 самолёт перешёл в глубокое пикирование (согласно окончательному отчёту расследования, в ходе снижения он терял высоту со скоростью 150 м/с и достигал перегрузок в 5G). На высоте около 3000 метров пилоты смогли выровнять самолёт. Двигатели №1, 2 и 3 снова заработали, но двигатель №4 не запустился. Бортинженер провёл стандартную процедуру запуска и сумел запустить двигатель №4.
Первоначально пилоты планировали продолжить полёт в Лос-Анджелес. Однако после попытки набора высоты бортинженер обнаружил, что индикатор положения шасси указывает на то, что шасси выпущено и не убирается, а в гидравлической системе №1 отсутствует давление жидкости. Командир принял решение подняться лишь до эшелона FL270 (максимальная высота полёта с выпущенным шасси — 8850 метров, что соответствует эшелону FL290) и направиться в Сан-Франциско.
В 10:38:39 пилоты рейса 006 повторно объявили о чрезвычайной ситуации, заявив, что на самолёте есть тяжелораненые. В 10:38:54 центр в Окленде дал рейсу 006 прямой заход на посадку в Сан-Франциско. Пилоты активировали автопилот, который работал вполне удовлетворительно и был отключён на высоте 762 метра. В 10:39 авиалайнер благополучно приземлился на ВПП №28L в международном аэропорту Сан-Франциско. Из-за неработающей гидравлической системы самолёт не мог эффективно осуществлять руление, поэтому командир остановил самолёт на ВПП, после чего самолёт был отбуксирован на перрон.

## Повреждения самолёта

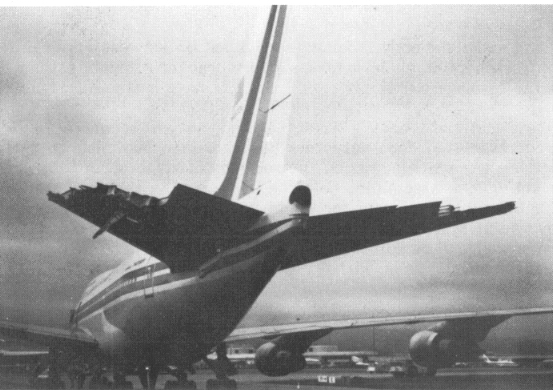
Повреждённое хвостовое оперение рейса 006

Самолёт был серьезно поврежден. Левая плоскость загнулась вверх на 5-8 сантиметров у законцовки, что находилось в пределах прочностных отклонений, а левые элероны были сломаны в нескольких местах. Створки основных опор шасси оторвало, у самих стоек оторвало стопорные скобы, из-за чего шасси оказались в выпущенном положении, также был повреждён их гидропривод.
Более серьёзные повреждения были в хвостовой части, где сорвало с креплений вспомогательную силовую установку, при этом повредив обшивку фюзеляжа. У правого горизонтального стабилизатора был вырван фрагмент длиной 1,5 метра, включая 3/4 руля высоты, а у левого горизонтального стабилизатора вырвало фрагмент длиной в 3 метра, включая все рули высоты и разорвав также линии гидравлической системы №1; задний гермошпангоут при этом остался целым.
Из находившихся на борту самолёта 274 человек никто не погиб. Серьёзные травмы получил 1 член экипажа (сильно повреждена спина) и 1 пассажир (перелом правой ноги и рваные раны). Ещё 22 пассажира получили лёгкие травмы.

## Расследование
Расследование причин инцидента с рейсом CI 6 проводил Национальный совет по безопасности на транспорте (NTSB).

### Данные параметрического самописца
В 10:10:06 самолёт летел на высоте 12 498 метров с приборной скоростью 477 км/ч. Соотношение давлений (EPR) во всех четырёх двигателях при этом составляло 1,4. Далее из-за турбулентности скорость самолёта в период 10:10:08—10:10:36 возросла до 488 км/ч, одновременно с этим EPR всех двигателей был снижен автопилотом до 0,9, то есть была уменьшена тяга двигателей. В результате в 10:11:05 скорость упала до 472 км/ч.
В 10:11:10 скорость полёта упала до 464 км/ч, поэтому автопилот вновь начал увеличивать тягу двигателей, и в 10:11:30 на двигателях №1, 2 и 3 EPR возрос до 1,5, а в двигателе №4 — с 0,9 до приблизительно 1,02, после чего оставался на данном уровне до 10:12:06, а затем к 10:12:41 EPR немного возрос до 1,05. В промежутке времени от 10:11:10 до 10:12:38 скорость самолёта несколько колебалась в диапазоне 459—468 км/ч, пока не стабилизировалась на уровне 463 км/ч. Из-за несимметрии тяги двигателей у самолёта появился небольшой крен на левое крыло, который сперва составил 2°, а к 10:12:30 стабилизировался на уровне 7°.
В 10:12:40, из-за попыток бортинженеров запустить двигатель №4, его EPR снизился и с 10:12:45 по 10:13:05 находилось на уровне 0,69—0,83, после чего к 10:13:10 вновь возрос до 1,01. Так как EPR остальных трёх двигателей продолжал оставаться на уровне 1,5, то этих 30 секунд хватило, чтобы скорость самолёта снизилась с 464 до 450 км/ч, при этом лайнер летел на высоте 12 466 метров. Это привело к тому, что автопилот начал приподнимать нос самолёта, что повысило аэродинамическое сопротивление. Далее, вплоть до 10:15:06, EPR двигателей №1, 2 и 3 продолжал оставаться около 1,5, а двигателя №4 — 1,1. Приборная скорость при этом продолжала снижаться со скоростью 463 м/сек. Пытаясь сохранить направление полёта, автопилот начал увеличивать левый крен. В 10:13:43 крен достиг максимально возможного значения — 22,9°. Но по мере дальнейшего падения скорости, самолёт всё же начал медленно заваливаться вправо и в 10:13:58 принял ровное положение, после чего продолжил увеличивать правый крен.
В 10:14:33 скорость упала до 416 км/ч. Несмотря на попытки автопилота сохранить левый крен в 22°, самолёт уже перешёл на правый крен под углом 23°. Сохранявшийся к тому времени тангаж в 3,1° уменьшился до 1,8°, после чего, задержавшись на данном уровне 5—6 секунд, вновь вернулся к первоначальному. Скорость кратковременно повысилась на 1 км/ч, но затем опять стала уменьшаться. Также самолёт начал опускаться со скоростью около 366 м/мин, при этом продолжая крениться вправо. В 10:14:50 самолёт опустился уже до 12 326 метров, когда скорость снизилась до 409 км/ч, после чего самолёт опустил нос вниз под углом 4° (командир выключил автопилот и направил нос вниз для увеличения скорости), а правый крен быстро дошёл до 64°. Одновременно элероны перестали кренить самолёт влево.
С 10:14:50 по 10:15:23 самолёт быстро опустился на 3142 метра до высоты 9184 метра. В ходе этого промежутка, нос снизился под углом 68°, а затем кратковременно поднялся до 11°. Самолёт перевернулся на спину, после чего, продолжая вращаться вправо, развернулся вокруг своей оси в общей сложности на 360°, опустил нос и начал быстро опускаться. Из-за этого в 10:15:04—10:15:08 EPR двигателей №1, 2 и 3 упал с 1,4 до 1,1 (из-за этого бортинженер подумал, что двигатели отключились). В 10:15:23, когда самолёт на скорости 548 км/ч проходил высоту 9184 метра, перегрузка достигла значения 5,1G, после чего датчики самописцев на время отключились.
Кратковременно датчики начали работать в период 10:16:08—10:16:14, когда при прохождении высоты 5816 метров была зафиксирована скорость 100 км/ч, что, вероятно, связано с нарушениями работы датчиков из-за замеренной перегрузки в 5,1G. Нормальная работа бортовых самописцев восстановилась в 10:17:15 на высоте 2919 метров и при скорости 409 км/ч. EPR двигателей №1, 2 и 3 в этот момент были равны соответственно 1,23, 1,27 и 1,23 и продолжали расти, а EPR двигателя №4 — 0,9. В 10:17:43 скорость самолёта стабилизировалась на уровне 463 км/ч. В 10:17:53 EPR двигателя №4 начал расти, а к 10:18:12 EPR всех 4-х двигателей стабилизировался на уровне 1,3.

### Результаты расследования
Окончательный отчёт расследования NTSB был опубликован 29 марта 1986 года.
Согласно отчёту, наиболее вероятной причиной инцидента стала невнимательность командира экипажа к показаниям приборов, так как он отвлёкся на устранение возникшей в полёте неисправности двигателя №4 и в результате произошла потеря управления самолётом. Также дополнительной причиной, приведшей к происшествию, стала излишняя уверенность командира экипажа в правильности работы автопилота после возникновения неисправности двигателя №4.
Никаких рекомендаций по результатам расследования выдвинуто не было.

## Последствия инцидента

### Номер рейса
Рейс CI 6 сообщением Тайбэй—Лос-Анджелес в авиакомпании China Airlines существует и поныне, но выполняется уже авиалайнерами Boeing 747-400 и Boeing 777-300.

### Дальнейшая судьба самолёта

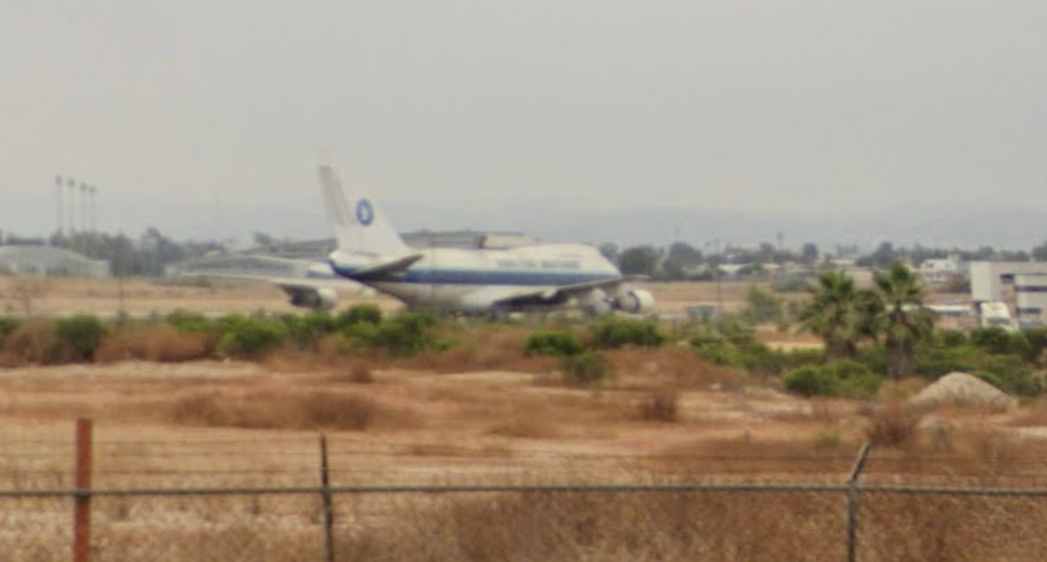
Пострадавший самолёт в 2023 году

Boeing 747SP-09 N4522V был отремонтирован и продолжил совершать полёты для China Airlines. 1 января 1997 года лайнер был куплен её дочерней авиакомпанией Mandarin Airlines, в которой эксплуатировался до конца 1997 года. Со 2 апреля 2002 года им владела авиакомпания Global Peace Ambassadors. Но 17 июля 2005 года Федеральное управление гражданской авиации США приостановило сертификат эксплуатанта из-за недостаточного технического обслуживания.
По состоянию на август 2021 года, самолёт стоит на хранении в аэропорту Тихуаны (Мексика). Его можно увидеть, используя «Google Earth» в точке координат 32°32'38" N и 116°57'56" W.

## Культурные аспекты
- Инцидент с рейсом 006 China Airlines показан в 4 сезоне канадского документального телесериала Расследования авиакатастроф в эпизоде Паника над Тихим океаном (при этом в компьютерной реконструкции самолёт борта N4522V показан как Boeing 747-200).
- Также она показана в американском документальном телесериале от «MSNBC» Почему разбиваются самолёты[англ.] (англ. Why Planes Crash) в серии Кто за штурвалом (англ. Who's Flying).
- В тележурнале видеокомиксов «Каламбур» выходила рубрика под названием «Крутое пике», где экипаж самолёта «Бройлер-747» находился в аналогичной ситуации в течение многих серий. Хотя крушение он терпел над Атлантикой, экипажу всё же удалось посадить самолёт в Лос-Анджелесе.

### Комментарии
1. ↑  Здесь и далее указано Тихоокеанское стандартное время — PST (UTC-08:00)